# Nowy Żylin
Nowy Żylin – wieś w Polsce położona w województwie mazowieckim, w powiecie sochaczewskim, w gminie Nowa Sucha.
Wieś wchodzi w skład sołectwa Stara Sucha-Nowy Żylin.
W latach 1975–1998 miejscowość administracyjnie należała do województwa skierniewickiego.